# Švejk gotovitsja k boju
Švejk gotovitsja k boju (Швейк готовится к бою) è un film del 1942 diretto da Sergej Iosifovič Jutkevič.